# Cueta longula
Cueta longula is een insect uit de familie van de mierenleeuwen (Myrmeleontidae), die tot de orde netvleugeligen (Neuroptera) behoort. 
Cueta longula is voor het eerst wetenschappelijk beschreven door Navás in 1926.